# سلاح الله (فلم)
سلاح الله (بالإنجليزية: God's Gun) هو فيلم تم إنتاجه في إيطاليا وإسرائيل وصدر سنة 1976 بطولة لي فان كليف وجاك بالانس.

## القصة
كاهن وشقيقه التوأم يتناوبان على الدفاع عن بلدة صغيرة من عصابة كلايتون الشريرة.

## وصلات خارجية
سلاح الله على موقع IMDb (الإنجليزية)
- سلاح الله على موقع روتن توميتوز (الإنجليزية)
- سلاح الله على موقع نتفليكس (الإنجليزية)
- سلاح الله على موقع ألو سيني (الفرنسية)
- سلاح الله على موقع أول موفي (الإنجليزية)
- سلاح الله على موقع فيلمافينيتي (الإسبانية)
- سلاح الله على موقع قاعدة بيانات الأفلام السويدية (السويدية)
- سلاح الله على موقع قاعدة بيانات الفيلم (الإنجليزية)
- سلاح الله على موقع ليتربوكسد (الإنجليزية)
- سلاح الله على موقع كينوبويسك (الروسية)